# Marquesado de Tarifa
El marquesado de Tarifa es el título nobiliario español que la reina Juana I de Castilla concedió a Fadrique Enríquez de Ribera, III conde de los Molares en 1514, de la Casa de Alcalá. 
Su nombre se refiere a la localidad andaluza de Tarifa, en la provincia de Cádiz. 
Con el trascurrir del tiempo el marquesado revirtió en la casa de Medinaceli.

## Marqueses de Tarifa
- Fadrique Enríquez de Ribera (ca. 1470-6 de noviembre de 1539, I marqués de Tarifa, III conde de los Molares, adelantado mayor de Andalucía, señor de Alcalá de los Gazules , Espera, Cañetel, etc.  Sin descendencia legítima. Le sucedió su sobrino.[1]
- Per Afán de Ribera y Portocarrero, II marqués de Tarifa, Virrey de Cataluña.
- Fernando Enríquez, III marqués de Tarifa, II duque de Alcala de los Gazules.
- Fernando Enríquez de Ribera y Cortés, IV marqués de Tarifa.
- Fernando Afán de Ribera y Téllez-Girón, V marqués de Tarifa, Virrey de Cataluña.
- Fernando Enríquez, VI marqués de Tarifa.
- María Enríquez, VII marquesa de Tarifa.
- Ana María Enríquez de Ribera y Portocarrero, VIII marquesa de Tarifa.
- Juan Francisco Tomás de la Cerda, IX marqués de Tarifa, VIII duque de Medinaceli.
- Luis Francisco de La Cerda y Aragón, X marqués de Tarifa, X duque de Cardona.
- Nicolás Fernández de Córdova, XI marqués de Tarifa.
- Luis Antonio Fernández de Córdoba y Spinola, XII marqués de Tarifa, X marqués de Priego.
- Pedro de Alcántara Fernández de Córdoba y Moncada, XIII marqués de Tarifa.
- Luis María de la Soledad Fernández de Córdoba y Gonzaga, XIV marqués de Tarifa.
- Luis Joaquín Fernández de Córdoba, XV marqués de Tarifa.
- Luis Tomás de Villanueva Fernández de Córdoba Figueroa y Ponce de León, XVI marqués de Tarifa.
- Luis Fernández de Córdoba y Pérez de Barradas, XVII marqués de Tarifa.
- Luis Jesús Fernández de Córdoba y Salabert, XVIII marqués de Tarifa.
- Victoria Eugenia Fernández de Córdoba, XIX marquesa de Tarifa.
- Victoria Elisabeth von Hohenlohe-Langenburg y Schmidt-Polex, XX marquesa de Tarifa.[2]